# Lahka letalonosilka
Lahke letalonosilke so letalonosilke, ki lahko sprejmejo le manjše število letal in helikopterjev. 

## Aktivne lahke letalonosilke
- Razred Giuseppe Garibaldi
- Cavour
- Minas Gerais
- Razred 25° de Mayo